# Philippe Roger Gombaud de Séréville
Pour les articles homonymes, voir Gombaud.
Pour le peintre français, voir Michel de Séréville.
Philippe Roger Gombaud de Séréville, né le 5 septembre 1854 à Versailles et décédé le 29 novembre 1929 à Mouguerre, est un général de brigade français.

## Biographie
À la naissance de Gombaud, son père est adjudant-major au 1er régiment de carabiniers. Après avoir été admis sur concours, il est élève à l'École spéciale militaire de Saint-Cyr à partir du 30 octobre 1873 et en sort sous-lieutenant de la promotion de l'Archiduc Albert le 1er octobre 1875. Il est affecté au 1er régiment de chasseurs d'Afrique et suit la formation d'officier de l'École de cavalerie de Saumur de 1875 à 1876. Le 12 janvier 1877, il rejoint le 4e régiment de chasseurs d'Afrique en Algérie.
Promu lieutenant le 27 octobre 1879, il est affecté au 10e régiment de chasseurs à cheval à Moulins. En 1880, il est officier d'ordonnance de son père, général commandant la 5e brigade de cavalerie à Vendôme, pendant quelques mois. Il prépare alors les épreuves d'entrée à l'École supérieure de guerre où il est élève du 1er novembre 1881 au 1er novembre 1883.
Promu au grade de capitaine le 22 décembre 1882, il est muté au 13e régiment de dragons à l'issue de sa formation, après obtention du brevet d'état-major. Le 21 mai 1887 il devient officier d'ordonnance du général de Souis, commandant de la 17e brigade de cavalerie (Toulouse). Le 7 août 1888, il est affecté au 10e régiment de dragons en tant que chef d'un escadron. Il rejoint son unité le 29 mars 1889, à Montauban. Le 20 avril 1891, il est nommé officier d'ordonnance du colonel puis général Bousson, commandant de la 13e brigade de cavalerie.
Elevé au grade de chef d'escadrons le 26 décembre 1893, il est affecté au 8e régiment de chasseurs à cheval, en garnison à Auxonne. Le 16 janvier 1895, il est nommé chef d'état-major de la 7e division de cavalerie à Melun puis, dès le 1er mai 1895, chef d'état-major de la 6e division de cavalerie à Lyon. Le 15 juin 1898, il est affecté au 2e régiment de dragons (Lyon).
Promu lieutenant-colonel le 30 décembre 1900, il rejoint le 1er régiment de hussards à Valence. Il est mis en détachement plusieurs mois pour accomplir un stage au 158e régiment d'infanterie puis, le 28 mars 1901, est muté au 7e régiment de cuirassiers, également en garnison à Lyon.
Il accède au grade de colonel le 23 septembre 1904. Il est alors nommé chef de corps du 12e régiment de cuirassiers, à Rambouillet. Du 24 juin 1910 à novembre 1910, il assure le commandement par intérim de la 3e brigade de cavalerie (Algérie) et de la subdivision de Sétif puis, également par intérim, du 12e régiment de chasseurs à cheval (8 novembre 1910-4 janvier 1911), lors duquel il est promu général de brigade le 20 décembre 1910.
Gombaud prend alors le commandement de la 3e brigade de cavalerie d'Algérie du 13e corps d'armée (France) le 23 mars 1911, mais est affecté le 30 mars à la brigade de cavalerie du 10e corps d'armée à Dinan. Le 1er octobre 1913, il commande la 9e brigade de cavalerie légère à Tarbes. Le 15 avril 1914, il est muté à la 16e brigade de dragons, à Rennes, avec laquelle il est mobilisé le 2 août 1914; le 1er août 1915, il passe à la 12e brigade de dragons et le 31 août 1916, il commande la 215e brigade territoriale.
Il est placé en 2e section le 5 septembre 1916, mais est maintenu dans le commandement de sa brigade, appartenant à la 10e armée. Sa brigade est néanmoins dissoute le 5 septembre 1917 et il quitte alors le service actif.
Le général de brigade Gombaud de Séréville meurt le 29 novembre 1929 à Mouguerre.

## Décorations
- commandeur de la Légion d'honneur (12/07/1910)
- Croix de guerre 1914-1918
- Médaille commémorative de la Grande guerre
- Médaille interalliée de la Victoire
- Grand-croix du Mérite militaire d’Espagne
- Grand-croix de la Couronne du Siam et commandeur de la Couronne du Siam
- Grand officier du Christ du Portugal
- Commandeur de l’Epée de Suède

## Généalogie
- Il est fils de Louis-Frédéric Gombaud de Séréville (1822-1892), général de brigade et de Marie Baudouin (1830-1885) ;
- Il épouse en 1888 Alice Le Mordan de Langourian (1863-1915), dont : 
  - Robert (1890-1948) x 1917 Magdeleine Lefèbvre de Ladonchamps (1896-1946) ;
  - Brigitte (1899-1965) x Daniel Calvet (1895-1949).